# Coriolano Ponza di San Martino
Coriolano Cesare Luigi Ponza di San Martino, Conte di San Martino, né le 9 octobre 1842 à Turin (Italie) et mort le 6 janvier 1926 à Coni, est un général et un homme politique italien.
Il était un sénateur du royaume d'Italie. Il était le fils de Gustavo Ponza di San Martino, qui fut sénateur du royaume de Sardaigne et du royaume d'Italie et ministre de l'Intérieur du gouvernement Cavour I, et le neveu de Coriolano Malingri di Bagnolo. Son frère cadet Cesare Ponza di San Martino était également général et sénateur du royaume d'Italie.
Il a été ministre de la Guerre du royaume d'Italie sous les gouvernements Pelloux II, Saracco et Zanardelli.

## Biographie

### La formation et la troisième guerre d'indépendance
Il entre à l'Académie militaire de Turin à l'âge de quinze ans et en sort avec le grade de sergent (sergente), car il est trop jeune pour être nommé officier. Sous-lieutenant (Sottotenente) en 1860 et lieutenant (Tenente) en 1862, capitaine (capitano) en 1866, après avoir servi à l'état-major général de l'artillerie, il participe à la troisième guerre d'indépendance en tant que commandant (comandante) de la 1re section (6e batterie) du 5e régiment d'artillerie de campagne et obtient une médaille d'argent à la bataille de Villafranca (bataille de Custoza) avec la motivation suivante : « En tant que commandant de la première section, il fit preuve d'un sang-froid admirable et encouragea par son exemple les artilleurs, de sorte que les "charges de cavalerie" autrichiennes dirigées contre le carré de l'infanterie italienne furent repoussées »,.

### L'innovateur de la pensée militaire italienne
Également intéressé par les aspects techniques et théoriques de l'art militaire, le capitaine du 5e régiment d'artillerie Coriolano Ponza di San Martino était un fin connaisseur de la guerre franco-prussienne de 1870-1871. En 1874, il publie à Rome, pour l'éditeur militaire Carlo Voghera (la maison d'édition officielle de l'état-major), une monographie intitulée Studi sulla condotta delle truppe e sui servizi di seconda linea (Études sur la conduite des troupes et sur les services de seconde ligne), un ouvrage novateur dans son contenu en raison de l'importance accordée aux sciences auxiliaires dans la gestion de l'instrument militaire et qui marque l'adhésion de Coriolano Ponza di San Martino à la doctrine militaire germano-prussienne. Pour sa part, Ponza di San Martino utilise cette monographie pour anticiper le grand débat qui aura lieu dans les cercles militaires italiens au cours de la décennie suivante en ce qui concerne la mobilisation: bien qu'il soit un offensif convaincu, il souligne l'insuffisance du système de recrutement national et du réseau ferroviaire italien, demandant son renforcement et son expansion généralisée en vue de la concentration des troupes dans la vallée du Pô, se distançant ainsi des « offensifs orthodoxes ». En 1875, en partie grâce au succès de son livre à l'état-major général, Ponza di San Martino devient instructeur en logistique à l'école d'application de l'artillerie et du génie de Turin. Deux ans plus tard, il est promu au grade de major (maggiore) de l'état-major général et envoyé à l'état-major général territorial, avec un emploi à partir de 1879 à l'état-major général de la division de Gênes.

### Au ministère de la Guerre et en Afrique
En 1882, il est appelé à rejoindre le Comité de l'artillerie et du génie. Affecté au ministère de la guerre, il est d'abord membre de la division de l'état-major général, puis son chef. La division de l'état-major général dépendait directement du secrétaire général du ministère de la Guerre et agissait comme un bureau des opérations militaires chargé de mettre en œuvre les plans élaborés par le commandement du corps de l'état-major général. En tant que collaborateur du ministre Emilio Ferrero et du secrétaire général Luigi Pelloux, Ponza di San Martino contribue à la planification et à la mise en place du nouvel ordre de l'armée, répondant ainsi à la nécessité d'accroître la « puissance stratégique ». La réforme a été mise en œuvre en contradiction flagrante avec les postulats de Ricotti. C'est au cours de cette période que Coriolano Ponza di San Martino adopte définitivement les postulats de l'offensive stratégique, y compris la considération de l'armée comme un « instrument » de la politique étrangère. En 1885, il est d'abord chef du bureau C (bibliothèque, histoire, archives) au 2e département de l'état-major général, puis il sert à Berlin à la disposition de l'ambassade d'Italie pour des missions spéciales. À partir de 1885, il est membre de la Società Geografica Italiana (Société géographique italienne) sur la présentation de Luigi Pelloux et Luigi Durand de la Penne. Au nom du chef d'état-major de l'armée Enrico Cosenz, il travaille en étroite collaboration avec le lieutenant-commandant Augusto Aubry pour élaborer des plans d'offensive conjoints pour le Regio Esercito (armée royale) et la Marine royale (Regia Marina) contre la France. Colonel (Colonnello) depuis 1886, il commanda brièvement le 7e régiment de Bersaglieri, puis partit pour l'Afrique et participa à l'expédition du général Asinari di San Marzano, dont le but était d'empêcher une avancée des troupes éthiopiennes en territoire italien après la défaite de Dogali, ainsi que de passer à la contre-offensive (combat de Saati) avec pour objectif le centre de Saati (Érythrée). Coriolano Ponza di San Martino participe à tout le cycle des opérations, commandant d'abord le 1er régiment de chasseurs africains, puis le 7e régiment de Bersaglieri, et rentre en Italie à la fin de l'année 1888. Pendant la campagne d'Afrique, Ponza est également commandant du camp d'Archico, installé après des reconnaissances effectuées par lui-même avec un bataillon du 1er régiment de chasseurs, et effectue des relevés des montagnes autour d'Akbat (dont les planches sont également envoyées à Quinto Cenni et reproduites par lui), tandis qu'à la demande du général Antonio Baldissera, il reproduit dans un croquis envoyé au ministre de la Guerre les mouvements de troupes dans la bataille de Saganèiti.

### Un «officier écrivain» en mission secrète et l'état-major général
Chef d'état-major du IXe corps d'armée à Rome en 1889, il est employé pour une mission secrète en Tunisie et en Tripolitaine en 1890 sur ordre de Francesco Crispi pour étudier les mécanismes défensifs ottomans et les éventuels itinéraires d'attaque frontale français. 

De 1889 à 1893, Coriolano Ponza di San Martino collabore assidûment à la Rivista Militare Italiana en écrivant des articles sur la stratégie, la tactique et la culture militaire. En effet, le colonel piémontais peut être inclus dans cette catégorie politique et culturelle particulière des « officiers-écrivains » de l'Italie « humbertaine ». Promu major-général (maggiore generale) à la tête de la brigade « Pistoia » en 1894, il est nommé quatre ans plus tard adjudant-général du roi Umberto I et commandant de la division de Livourne. Il a toujours été un officier considéré comme l'expression du « parti de la Cour » et très proche du souverain. En tant qu'aide de camp du roi, il s'oppose à la politique militaire de Ricotti et pousse Giovanni Giolitti (qui a besoin du soutien de Ponza di San Martino dans la circonscription du Dronero, dans laquelle il est très influent) à critiquer les mesures du Novarese. Plus tard, il a été vice-commandant de l'état-major général. À l'état-major général, il est un défenseur convaincu de la nécessité de terminer les travaux de fortification de la frontière orientale, soulignant que, bien que l'Italie fasse partie de la Triple Alliance, une guerre avec l'Autriche-Hongrie ne peut être exclue de toute façon, à tel point que lorsqu'il prend ses fonctions de ministre de la Guerre en 1900, l'une des premières mesures mises en œuvre par Ponza di San Martino est d'ordonner la reprise des travaux de fortification de la frontière austro-hongroise. À partir de 1900, il est également membre de la Commission des récompenses de la valeur militaire.

### Ministre de la guerre
Chef de file du « parti de la cour », Coriolano Ponza di San Martino est appelé Via XX Settembre pour succéder au général Giuseppe Mirri dans le cadre d'un accord entre le Centre de Sonnini et le Premier ministre Luigi Pelloux. En tant que ministre de la Guerre, Coriolano Ponza di San Martino adopte le programme de ceux qui, dans les vingt dernières années du XIXe siècle, ont poussé à une transformation offensive de la doctrine militaire italienne et à une réforme globale de l'emploi et de la carrière du corps des officiers.

Convaincu de la nécessité de renforcer la position de l'Italie au sein de la Triple Alliance, Ponza di San Martino est d'avis que cet objectif peut être atteint grâce à un programme de modernisation et de renforcement du Regio Esercito (armée royale) et à l'ouverture d'une nouvelle phase de collaboration avec la Marine royale, d'où une collaboration fructueuse avec son collègue de la Marine Enrico Morin.

Contrairement à la majorité des officiers italiens, Coriolano Ponza di San Martino est partisan du recrutement territorial (selon l'ancien programme de la sinistra militare (gauche militaire) de Mezzacapo et Ferrero et en même temps de l'école militaire prussienne), dont l'un des points forts est la possibilité de créer des régiments locaux afin d'éviter une séparation excessive entre la population résidente et les soldats et de réduire les délais de mobilisation et de concentration des troupes.
Son programme politique prévoit la modernisation de l'artillerie de l'armée royale selon les préceptes de la théorie offensive, qui prône la nécessité de renforcer les « armes spéciales », par opposition à la théorie numérique, qui se concentre sur l'infanterie. Expression directe de la prérogative royale sur les ministères militaires, le général Ponza di San Martino avait pour référence politique et idéologique la monarchie savoyarde, la tradition militaire piémontaise et la défense des libertés statutaires. Il soutient le tournant autoritaire de Pelusi et tente d'abord avec Saracco(lorsqu'il tente de faire approuver par le roi Vittorio Emanuele III l'état de siège après le régicide d'Umberto I) puis avec Giuseppe Zanardelli(dans le cas de la militarisation des chemins de fer) de mener une politique de répression « manu militari » des grèves tout en garantissant la neutralité dans les conflits entre ouvriers et patrons selon la politique fixée par Giovanni Giolitti. Au moment de sa confirmation au ministère de la Guerre par Zanardelli, le journal L'Esercito italiano (organe des offensifs et de la « gauche militaire » (« sinistra militare ») exprime son opinion positive car le général Ponza est le garant du maintien du budget militaire à des niveaux élevés de dépenses et de l'exclusion de l'Estrema des questions de politique militaire. Hostile à l'idée d'une "nation armée" prônée par l'Estrema Sinistra Storica (extrême gauche historique), il s'oppose au Parlement à la concession des fusils des arsenaux aux clubs de tir, une des mesures phares du camp démocratique.
Au cours de son mandat ministériel, il renforce le rôle et les fonctions du chef d'état-major de l'armée de terre - par exemple lors des négociations pour le renouvellement des arrangements militaires de la Triple Alliance et de la signature de la convention navale correspondante en 1900 - initiant le processus politique et administratif qui aboutira aux réformes ultérieures de 1906 et 1908. En 1900, il obtient une importante allocation quinquennale de fonds, dispensant ainsi le ministère de la Guerre de rendre compte de chaque dépense. Cette mesure s'inscrit dans la lignée de ce qui avait été réalisé par les généraux allemands quelques années plus tôt et renforce l'autonomie des militaires par rapport au conditionnement politique tel que théorisé par le général Mezzacapo et mis en pratique par Pelloux. Dans le domaine de la politique coloniale, il réforme le Corps royal des troupes coloniales (« Istruzioni relative alle regie truppe d'Africa » 15 janvier 1902 ; décret royal n° 168 du 30 mars 1902) et défend la nécessité d'assurer l'autonomie du commandant des troupes dans la colonie érythréenne par rapport au gouverneur civil, se heurtant à Ferdinando Martini.
Pendant son ministère, un corps expéditionnaire italien est envoyé en Chine dans le cadre de la révolte des Boxers. En ce qui concerne l'expédition chinoise, il faut noter que – comme nous l'apprend sa correspondance avec le colonel Vincenzo Garioni, commandant du corps expéditionnaire – tant les choix stratégiques que les choix purement tactiques du contingent italien dans l'Empire céleste ont été faits par Ponza di San Martino. Il bénéficie du soutien total du roi Umberto Ier puis du roi Vittorio Emanuele III au ministère de la Guerre, à tel point que le premier l'impose comme ministre de Saracco et que le second lie sa reconduction à l'approbation du gouvernement de Zanardelli. Ponza di San Martino présente sa démission de ministre en opposition à la ligne de concessions aux cheminots choisie par Zanardelli et Giolitti.

### Les dernières années
Au terme de sa brève mais brillante carrière politique, Ponza di San Martino commande la division militaire de Florence (1903-04), puis il est nommé au commandement du VIe Corps de Bologne et participe à des commissions d'étude pour la défense de l'État jusqu'en 1909, date à laquelle il quitte le service actif pour se consacrer à la gestion des propriétés familiales où il introduit des techniques agricoles innovantes. 

En 1901, il traduit de l'allemand l'ouvrage de R. Stutzer (Leipzig, 1895) Guida allo studio delle concimazioni ad uso degli agricoltori e delle scuole agrarie (Guide d'étude de la fertilisation pour les agriculteurs et les écoles d'agriculture). En 1913, il est membre patron et fondateur de l'Unione Sportiva Pro Dronero avec son frère Cesare et Giovanni Giolitti, qui en devient le président.
 
En 1914-1915, il est un interventionniste de tendance nationale-conservatrice. Pendant la Première Guerre mondiale, il est membre d'importantes commissions militaires et lieutenant général de la Milice territoriale au ministère de la Guerre. Il fait partie des sénateurs qui rejoignent le Fascio parlementaire pour la défense nationale promu par le nationaliste Maffeo Pantaleoni immédiatement après Caporetto pour surmonter la crise politique et poursuivre la guerre jusqu'à la victoire. Partisan du démembrement de l'Autriche-Hongrie, il rejoint le « Comitato italiano per l'indipendenza czeco-slovacca » (« Comité italien pour l'indépendance de la Tchécoslovaquie ») présidé par Pietro Lanza di Scalea, collaborant à la formation de la Légion tchécoslovaque qui combat aux côtés de l'armée italienne dans la dernière phase de la Grande Guerre. 
En 1920, en raison de la limite d'âge, il cesse d'être membre de la réserve, conservant le grade de lieutenant général (tenente generale - général de corps d'armée) et son uniforme. Au Sénat, Ponza di San Martino rejoint le groupe libéral-démocrate (Union libérale), représentant l'un des représentants de la droite libérale-nationaliste salandrienne. Ces dernières années, il rejoint le groupe de l'Union démocratique né de la fusion des démocrates libéraux et des démosociaux, puis le Parti libéral italien (Partito Liberale Italiano).
Il meurt à Coni le 6 janvier 1926, et est enterré à Dronero, la patrie de sa famille.

### Promotions militaires
- Sous-lieutenant (Sottotenente) : 6 octobre 1860
- Lieutenant (Tenente) : 23 mars 1862
- Capitaine (Capitano) : 19 juin 1866
- Major (Maggiore) : 26 août 1877
- Lieutenant-colonel (Tenente colonnello) : 20 octobre 1882)
- Colonel (Colonnello) : 26 septembre 1886)
- Général de division (Maggiore generale) (8 mars 1894)
- Lieutenant général/général de corps d'armée (Tenente generale) : 19 octobre 1898-1909. Date de la retraite)

### Fonctions et titres
- Instructeur à l'École d'artillerie et du génie (4 novembre 1875-26 août 1877)
- Chef de division au ministère de la Guerre (en charge, 18 septembre 1882-18 décembre 1884)
- Adjudant général de Sa Majesté le roi (13 février 1896)
- Adjudant-général honoraire de Sa Majesté le roi (19 octobre 1898)
- Commandant du corps d'armée (1904-1909)
- Sous-chef d'état-major de l'armée

## Décorations
- Chevalier grand-croix décoré du grand cordon de l'ordre des Saints-Maurice-et-Lazare
- Chevalier grand-croix décoré du grand cordon de l'ordre de la Couronne d'Italie
- Médaille d'argent de la valeur militaire

- Commandant de la première section, il fait preuve d'un sang froid admirable et encourage par son exemple les artilleurs à repousser les charges de cavalerie dans la bataille de Villafranca - 24 juin 1866 (décret royal du 6 décembre 1866)
- Médaille du mérite mauricienne pour une carrière militaire de 10 ans
- Médaille commémorative des campagnes des guerres d'indépendance (1 barrette) - groupe de campagne 1866
- Médaille commémorative des campagnes d'Afrique - expédition de 1887
- Médaille commémorative de l'unification de l'Italie

## Publications
- Considerazioni militari vol. I (Imprimerie militaire Carlo Voghera, Rome, 1872)
- Considerazioni militari vol. II (Imprimerie militaire Carlo Voghera, Rome, 1872)
- Monografia della Valle del Pellice (Imprimerie militaire Carlo Voghera, Rome, 1872)
- Monografia delle Valli del Chisone e Germagnasca (Imprimerie militaire Carlo Voghera, Rome, 1872)
- Monografia dell'alta valle del Tanaro e della zona delle Alpi Marittime compresa tra Monte Saccarello e Rocca Barbena (Imprimerie militaire Carlo Voghera, Rome, 1873)
- Studi sulla condotta delle truppe e sui servizi di seconda linea (Imprimerie militaire Carlo Voghera, Rome, 1874)
- Monografia dell'Alto Monferrato, ossia della zona compresa fra il Tanaro, la Bormida e l'Erro (Imprimerie militaire Carlo Voghera, Rome, 1874)
- Considerazioni militari vol. III (Imprimerie militaire Carlo Voghera, Rome, 1875)
- Monografia delle Alpi Centrali: Alpi Pennine, Lepontine e Retiche (TImprimerie militaire Carlo Voghera, Rome, 1875)
- Descrizione topografico-militare e cenni storici (Imprimerie militaire Carlo Voghera, Rome, 1876)
- Considerazioni militari vol. IV (Imprimerie militaire Carlo Voghera, Rome, 1877)
- Condizioni oro-idrografiche ed economiche, rete stradale, dati statistici e cenni storici (Imprimerie militaire Carlo Voghera, Rome, 1879)
- Descrizione delle strade, elenco dei valichi montani, schizzo stradale (Imprimerie militaire Carlo Voghera, Rome, 1880)
- Monografie militari varie vol. I (Imprimerie militaire Carlo Voghera, Rome, 1881)
- Monografie militari varie vol. II (Imprimerie militaire Carlo Voghera, Rome, 1881)
- La catena in combattimento (dans la revue Rivista Militare Italiana, Imprimerie militaire Carlo Voghera, Rome, février 1892)

## Source
- (it) Cet article est partiellement ou en totalité issu de l’article de Wikipédia en italien intitulé « Coriolano Ponza di San Martino » (voir la liste des auteurs).